# BB 25200
 (mai 2019).
Si vous disposez d'ouvrages ou d'articles de référence ou si vous connaissez des sites web de qualité traitant du thème abordé ici, merci de compléter l'article en donnant les références utiles à sa vérifiabilité et en les liant à la section « Notes et références ».
,,,
Les BB 25200 sont une série de 51 locomotives électriques bicourant de la SNCF construites à partir de 1965 et complétée par la suite par la modification de machines de la série BB 25150. Elles ont été construites au départ pour la traction de trains de voyageurs sur les lignes électrifiées en 25kV alternatif en prolongement de lignes électrifiées en 1,5kV continu. Leurs premières affectations ont été les dépôts de Montrouge (électrification de Le Mans-Rennes en 25kV) et Marseille (électrification de Marseille - Vintimille). Elles ont ainsi remorqué des trains "nobles"  tels que le Mistral, le Train Bleu, l'Armor... 
Elles ont aussi remorqué quelques années les rapides l'Albatros, la Mouette et le Goéland entre Paris, Rouen et Le Havre.

## Histoire
Les locomotives BB 25200 sont des locomotives de vitesse puissantes dérivées directement des machines monocourant BB 16000 (à courant alternatif) et BB 9200 (à courant continu). Leur numéro de série, est d'ailleurs l'addition des numéro de série des deux autres. Quelques-unes (BB 25252 à 25259) proviennent de la modification de BB 25150 et de BB 25200. Plusieurs machines furent équipées de la réversibilité en fin de carrière, pour la traction de rames en région Rhône-Alpes.
Lors de leurs modification pour la réversibilité, les 25201 et 25202 furent renumérotées 25252 et 25253, afin de différencier les parcs : 25203 à 25235 ⇒ VL 130 (comme les 25100/25150) après modification des rapports d'engrenages. 25236 à 25253 ⇒ VL 160 + Rever MUX (multiplexage : les consignes entre la cabine de réversibilité et la machine sont acheminées sur le même câble que celui de la sonorisation de la rame). Très utilisées dans la Région Rhône-Alpes, les BB 25200 R ont subi une usure accélérée, amenant à des avaries plus fréquentes. Ces avaries concernent les équipements MUX (montés en 1987) dont les rechanges sont devenues inexistantes. Certaines machines sont victimes d'incendies. Pour parer à ces avaries, les 25200 R reçoivent des dispositifs de détection d'incendie et des systèmes de détection de frein direct et frein à main serrés. Pour compenser les réformes dues aux avaries, la 25225 à VL 130 fut ainsi modifiée VL 160 + Rever MUX et renumérotée 25257. Les locomotives restantes sont alors soit radiées à la suite des avaries, soit mises à jour. Pour compléter le parc de Vénissieux dont dépendent les 25200 R et garantir une disponibilité de 13 à 15 locomotives (très sollicitées dans le trafic TER), 5 BB 25150(BB 25184, 194, 195, 180 et 183) de construction plus récente sont transformées en 25200 R (MUX et rapport d'engrenages permettant 160 km/h).
À terme les BB 22200 R se généralisent et reprennent le flambeau des 25200 R qui atteignent alors la fin de leur carrière. Fin décembre 2012, elles sont toutes évincées du service TER, et sont radiées des inventaires, sauf 5 exemplaires conservés pour une utilisation spéciale. La BB 25236, en livrée verte d'origine, effectue des acheminements pour le compte de l'activité Matériel. 4 autres exemplaires sont utilisés en simples véhicules remorqués sur les lignes de l'ouest lyonnais pour garantir le "shuntage" électrique des rails.
À l'origine, la série des 25200 se distinguait en trois sous-séries : 25201 à 25235 = pupitres unifiés du premier type avec boite à leviers en haut à droite du pupitre, robinet de frein manuel de type H7A (les 25201 à 25219 de Montrouge furent modifiées dans les années 70 avec le robinet "presse-bouton" à commande électrique type PBL2 + FEP) ; 25236 à 25246 = pupitre unifié second type avec boite à leviers centrale sous le manipulateur de traction (voir photo), robinet de frein PBL2 (équipement FEP par la suite) ; 25247 à 25251 = caisse allongée, persiennes inox, traverse de tête modifiée pour recevoir le futur attelage automatique UIC, rapport d'engrenage modifié (V 180 au lieu de V 160), robinet de frein PBL2 + FEP, insonorisation poussée des cabines de conduite. Pour cette raison, les limites maximales remorquables des 25247 à 25251 étaient légèrement minorées pour les trains de marchandises.

## Livrées
Ces locomotives ont revêtu différentes livrées au cours de leur carrière. Elles sont sorties d’usine en livrée vert bleuté à parements en aluminium. À partir de 1985, leur passage en révision s'accompagne d'une peinture systématique en livrée "Béton" à bande orange. 7 exemplaires ont reçu la livrée « Fret », 14 locomotives ont été repeintes en livrée « Multiservices » foncée et en fin de carrière, plusieurs ont reçu la livrée « En voyage ».

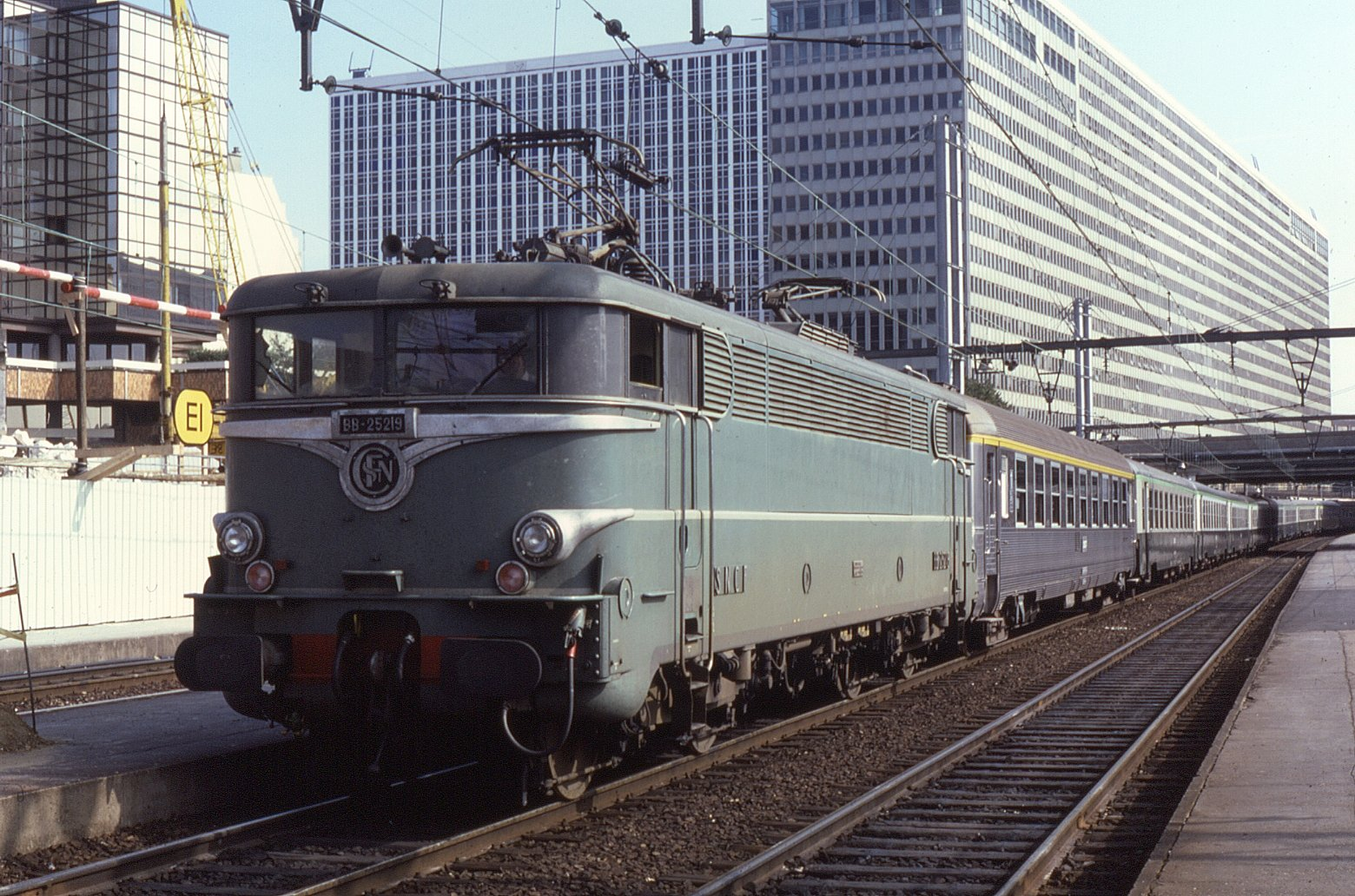
La BB 25219 en livrée d’origine.
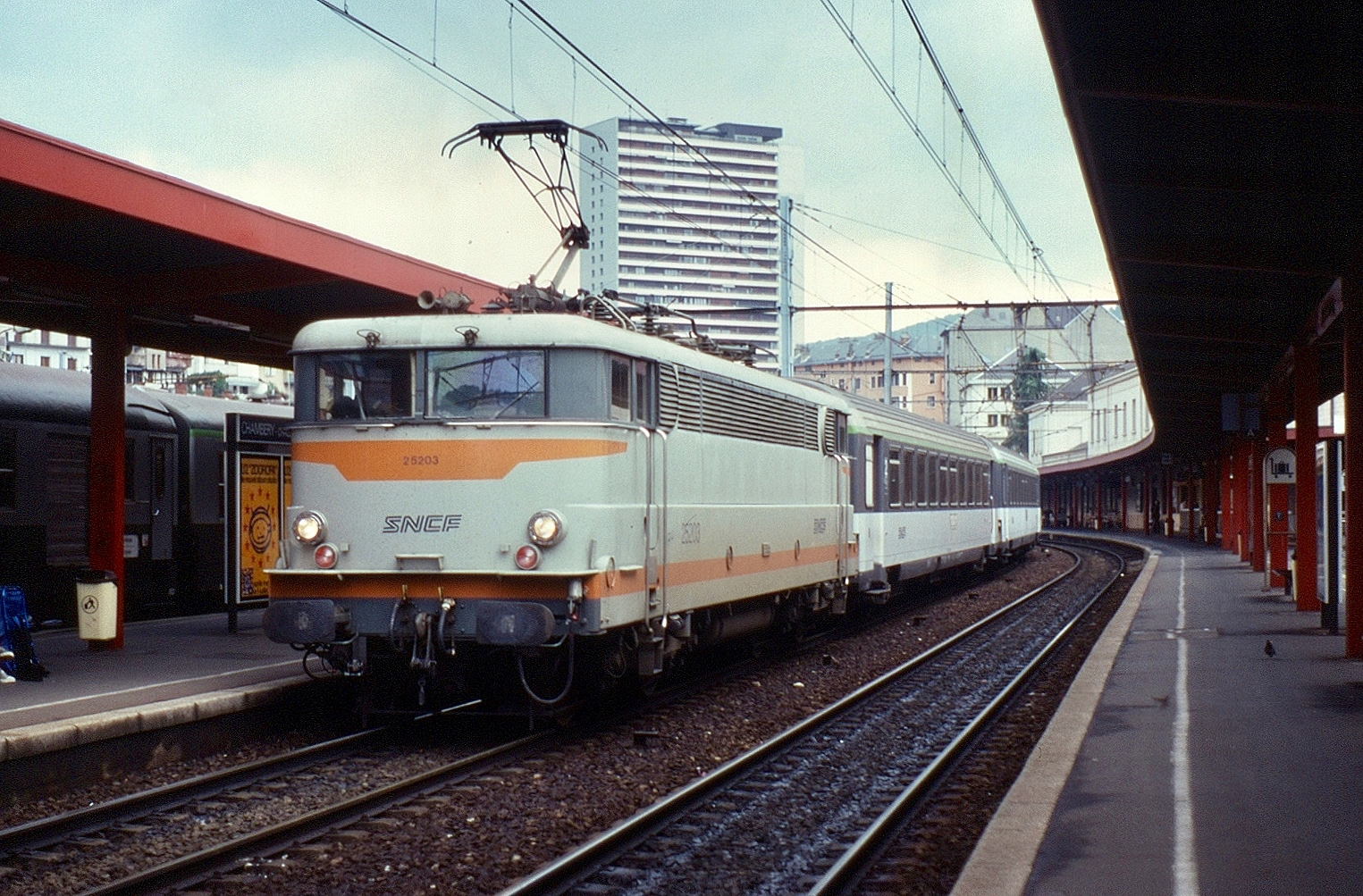
La BB 25203 en livrée "Béton" et logo "nouille".
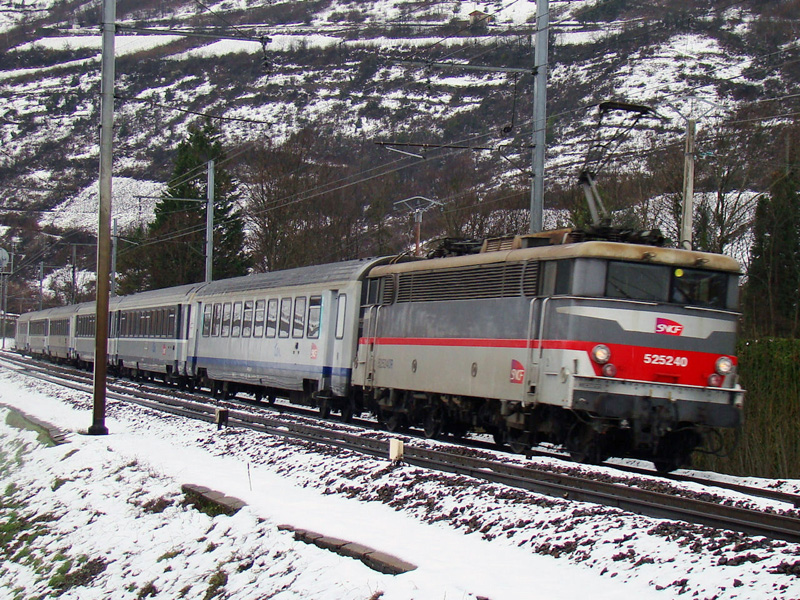
La BB 25240 en livrée "Multiservices".
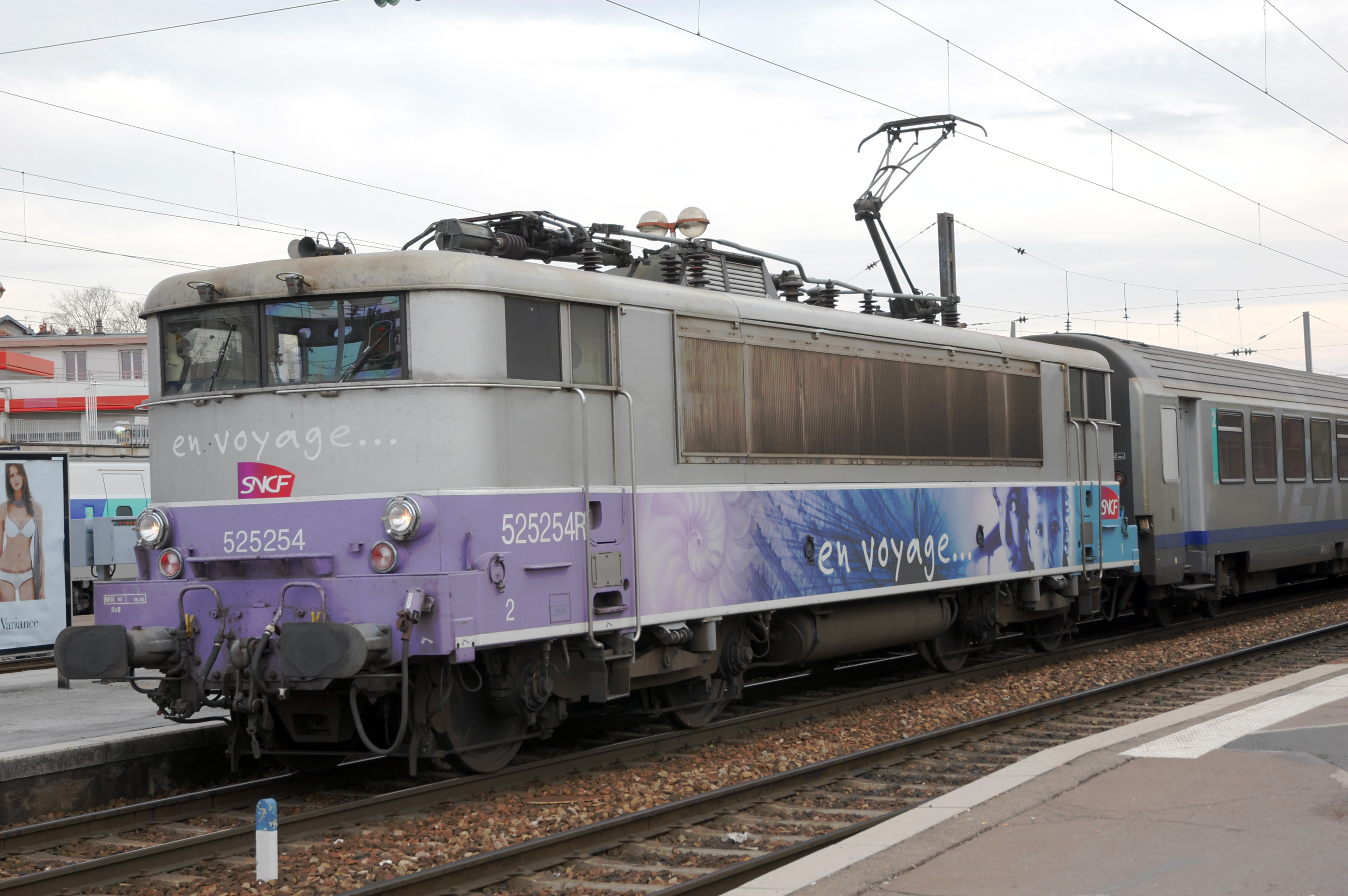
La BB 25254 à persiennes inox en livrée "En voyage".
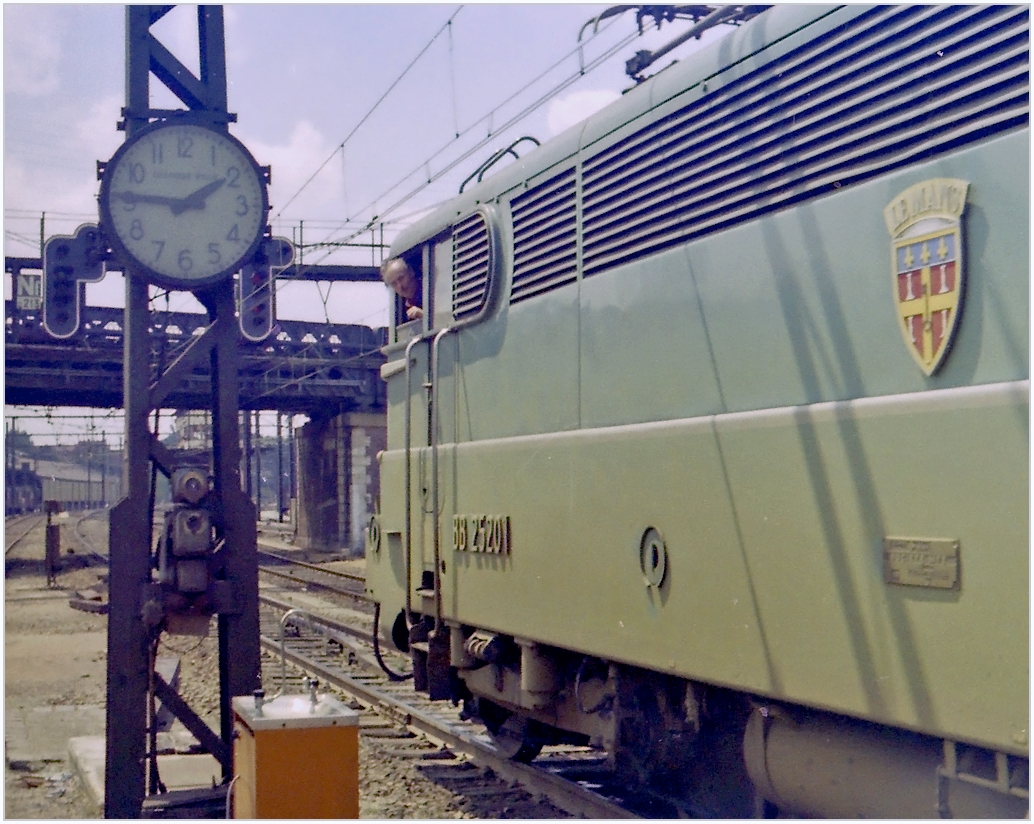
En juillet 1975, la 25201 en tête d'un express marque l'arrêt à Chartres. Elle porte la blason de la ville du Mans.

## Services effectués
- Paris - Le Mans - Laval - Rennes - Brest
- Paris - Quimper
- Paris - Rennes (changement de machine, sur des trains continuant vers Saint-Malo et Lannion)
- Paris - Nantes
- Paris - Le Havre
- Trappes - Achères - Argenteuil - Bobigny - Vaires - Noisy - Valenton - Villeneuve - Juvisy - Massy-Palaiseau - Versailles - Trappes (services fret et voyageurs sur la GC)
- Lyon - Ambérieu - Culoz - Bellegarde - Genève (en service international)
- Lyon - Bourg-en-Bresse - Lons-le-Saunier - Gare de Besançon-Viotte - Belfort - Mulhouse - Strasbourg
- Lyon - Bourgoin - La-Tour-du-Pin - Saint-André-le-Gaz - Voiron - Grenoble
- Lyon - Bourgoin - La-Tour-du-Pin - Saint-André-le-Gaz - Chambéry
- Lyon - Bourgoin - La-Tour-du-Pin - Saint-André-le-Gaz - Chambéry - Montmélian - Albertville - Bourg-Saint-Maurice
- Lyon - Bourgoin - La-Tour-du-Pin - Saint-André-le-Gaz - Chambéry - Montmélian - Modane
- Lyon - Bourgoin - La-Tour-du-Pin - Saint-André-le-Gaz - Chambéry - Aix-les-Bains - Rumilly - Annecy
- Lyon - Ambérieu - Culoz - Bellegarde - Annemasse - La-Roche-sur-Foron - Saint-Gervais-les-Bains
- Lyon - Ambérieu - Culoz - Bellegarde - Annemasse - Evian-les-Bains
- Lyon - Ambérieu - Aix-les-Bains - Annecy
- Annecy - La-Roche-sur-Foron - Saint-Gervais-les-Bains
- Chambéry - Montmélian - Modane
- Marseille - Toulon - Cannes - Nice
- Paris-Nord - Persan-Beaumont - Beauvais

*(liste non exhaustive)

## Parc

### Dépôts titulaires
- Chambéry (affectation d'origine, puis transférées, et à nouveau 8 locomotives en décembre 2006)
- Marseille-Blancarde (affectation d'origine, puis transférées toutes sur Montrouge en 1977 puis en 1985-1986 à Rennes seulement pour les BB 25220-25235, les BB 25237-25246 transformées en revermultiplexage sur Chambéry en 1987
- Montrouge (affectation d'origine, puis transférées en 1988 à Rennes)
- Rennes (toutes regroupées dans ce dépôt en 1988)
- La Chapelle (affectation de quelque machines en 2006-2008 pour assurer la liaison Paris-Beauvais)
- Vénissieux (5 locomotives en 2012, en utilisation spéciale)

### Liste
| Motrices | Mise en service   | Radiation         | Livrée        | STF | Baptême (Date)                          | Activité  |
| -------- | ----------------- | ----------------- | ------------- | --- | --------------------------------------- | --------- |
| 25201    | 30 décembre 1965  | Devenue 25252     | Béton         | /   | Le Mans (25 mars 1974) report sur 25252 | /         |
| 25202    | 31 juillet 1965   | Devenue 25253     | Béton         | /   | /                                       | /         |
| 25203    | 16 septembre 1965 | 1er octobre 2005  | Béton         | /   | /                                       | /         |
| 25204    | 8 octobre 1965    | 6 août 2007       | Fret          | /   | /                                       | /         |
| 25205    | 20 octobre 1965   | 11 octobre 2002   | Béton         | /   | /                                       | /         |
| 25206    | 28 octobre 1965   | 15 septembre 2007 | Béton         | /   | /                                       | /         |
| 25207    | 12 novembre 1965  | 14 juin 2007      | Fret          | /   | /                                       | /         |
| 25208    | 2 décembre 1965   | 15 août 2007      | Multiservices | /   | /                                       | /         |
| 25209    | 3 décembre 1965   | 25 juillet 2007   | Béton         | /   | /                                       | /         |
| 25210    | 17 décembre 1965  | 11 juin 2007      | Béton         | /   | /                                       | /         |
| 25211    | 22 décembre 1965  | 16 décembre 2004  | Béton         | /   | /                                       | /         |
| 25212    | 1er février 1966  | 31 mai 2006       | Multiservices | /   | /                                       | /         |
| 25213    | 1er février 1966  | 7 septembre 2009  | Fret          | /   | /                                       | /         |
| 25214    | 1er février 1966  | 13 septembre 2007 | Béton         | /   | /                                       | /         |
| 25215    | 1er février 1966  | 4 novembre 2007   | Béton         | /   | /                                       | /         |
| 25216    | 1er février 1966  | 10 décembre 2006  | Fret          | /   | /                                       | /         |
| 25217    | 1er mars 1966     | 29 avril 2006     | Béton         | /   | /                                       | /         |
| 25218    | 1er mars 1966     | 25 juillet 2007   | Béton         | /   | /                                       | /         |
| 25219    | 1er mars 1966     | 20 décembre 2004  | Béton         | /   | /                                       | /         |
| 25220    | 1er mars 1966     | 19 septembre 2006 | Béton         | /   | /                                       | /         |
| 25221    | 1er mars 1966     | 1er octobre 2005  | Fret          | /   | /                                       | /         |
| 25222    | 1er mai 1966      | 11 juin 2007      | Béton         | /   | /                                       | /         |
| 25223    | 1er mai 1966      | 2 septembre 2005  | Béton         | /   | /                                       | /         |
| 25224    | 1er juin 1966     | 4 novembre 2007   | Béton         | /   | /                                       | /         |
| 25225    | 1er juin 1966     | Devenue 25257     | Béton         | /   | /                                       | /         |
| 25226    | 1er juin 1966     | 27 juin 2007      | Béton         | /   | /                                       | /         |
| 25227    | 1er juin 1966     | 28 mai 2006       | Béton         | /   | /                                       | /         |
| 25228    | 1er juin 1966     | 15 septembre 2007 | Fret          | /   | /                                       | /         |
| 25229    | 1er juin 1966     | 31 décembre 2002  | Béton         | /   | /                                       | /         |
| 25230    | 1er juin 1966     | 18 février 2005   | Béton         | /   | /                                       | /         |
| 25231    | 1er juin 1966     | 17 décembre 2004  | Béton         | /   | /                                       | /         |
| 25232    | 1er juin 1966     | 6 août 2007       | Béton         | /   | /                                       | /         |
| 25233    | 1er juin 1966     | 30 décembre 2005  | Béton         | /   | /                                       | /         |
| 25234    | 1er juin 1966     | 30 décembre 2005  | Multiservices | /   | /                                       | /         |
| 25235    | 1er juin 1966     | 30 décembre 2005  | Béton         | /   | /                                       | /         |
| 25236R   | 1er juin 1966     | Mai 2023          | Verte         | /   | /                                       | AAATV-CVL |
| 25237R   | 1er juin 1966     | 6 juillet 2010    | Multiservices | /   | /                                       | /         |
| 25238R   | 30 décembre 1966  | 16 février 2015   | En Voyage     | /   | /                                       | /         |
| 25239R   | 9 janvier 1967    | 6 juillet 2010    | Multiservices | /   | /                                       | /         |
| 25240R   | 22 janvier 1967   | 6 mai 2011        | Multiservices | /   | /                                       | /         |
| 25241R   | 4 février 1967    | 14 décembre 2011  | En Voyage     | /   | /                                       | /         |
| 25242R   | 20 février 1967   | 5 décembre 2005   | Multiservices | /   | /                                       | /         |
| 25243R   | 2 mars 1967       | 1er octobre 2005  | Multiservices | /   | /                                       | /         |
| 25244R   | 19 mars 1967      | 9 mai 2011        | En Voyage     | /   | /                                       | /         |
| 25245R   | 9 avril 1967      | 13 novembre 2007  | En Voyage     | /   | /                                       | /         |
| 25246R   | 30 avril 1967     | 21 décembre 2010  | Multiservices | /   | /                                       | /         |
| 25247R   | 13 mai 1974       | 5 décembre 2005   | Multiservices | /   | Combourg (18 mai 1986)                  | /         |
| 25248R   | 31 mai 1974       | 28 novembre 2006  | Multiservices | /   | /                                       | /         |
| 25249R   | 23 juin 1974      | 25 juin 2015      | Multiservices | /   | /                                       | /         |
| 25250R   | 13 juillet 1974   | 25 juin 2015      | Multiservices | /   | Vitré (20 septembre 80)                 | /         |
| 25251R   | 28 juillet 1974   | 1er février 2010  | Multiservices | /   | Versailles (20 avril 1985)              | /         |
| 25252R   | Ex 25201          | 25 juin 2015      | En Voyage     | /   | Le Mans (25 mars 1974) report de 25201  | /         |
| 25253R   | Ex 25202          | 1er octobre 2004  | Béton         | /   | /                                       | /         |
| 25254R   | Ex 25184          | 4 janvier 2012    | En Voyage     | /   | /                                       | /         |
| 25255    | Ex 25194          | 4 janvier 2012    | Béton         | /   | /                                       |           |
| 25256    | Ex 25195          | 13 décembre 2009  | Béton         | /   | /                                       |           |
| 25257R   | Ex 25225          | 14 décembre 2011  | En Voyage     | /   | /                                       |           |
| 25258R   | Ex 25180          | 21 décembre 2010  | En Voyage     | /   | /                                       |           |
| 25259R   | Ex 25183          | 14 décembre 2011  | En Voyage     | /   | /                                       |           |

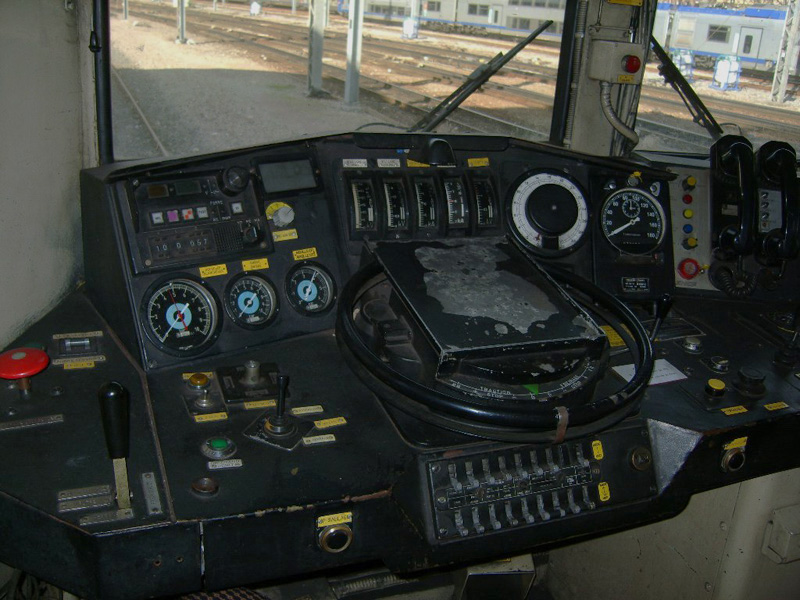
Pupitre d'une BB 25200.

Les locomotives BB 25200 ont été dotées de la réversibilité par multiplexage (MUX) en 1987 avec les BB 25236 à BB 25245 de Rennes et les BB 25248 et BB 25250 de Montrouge.
Quelques BB 25200 ont été vendues au Grup Feroviar Roman (GFR) en Roumanie dont les BB 25204, BB 25215, BB 25217, BB 25224 et BB 25228 qui circulent sur la ligne Ploiesti - Braila.

## Locomotive préservée (BB 25236)

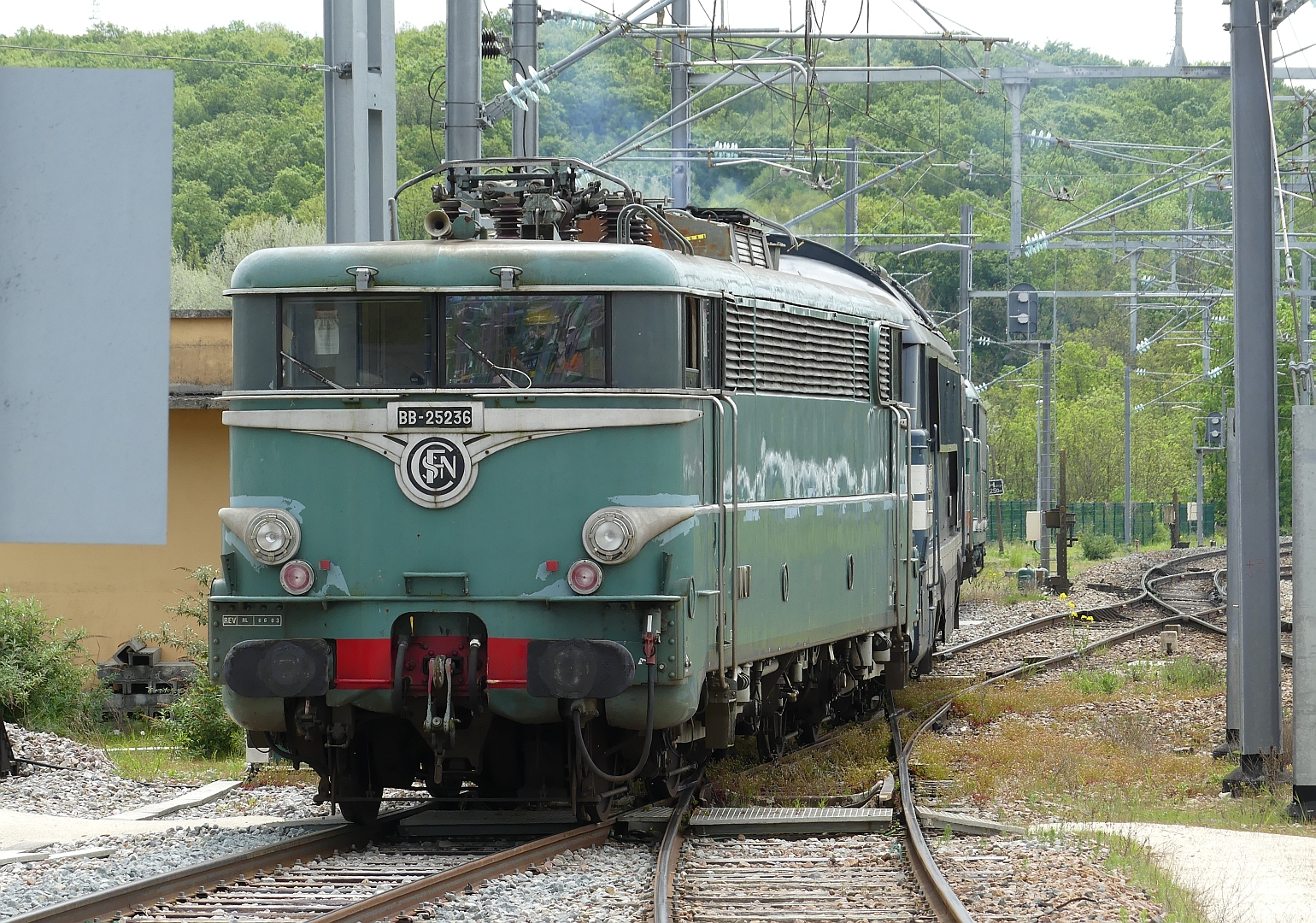
La BB 25236.

La 25236 fut livrée avec des bogies aptes à 250 km/h, et elle participa à de nombreux essais en plaine d'Alsace, avec la CC 21001. Lorsque les essais furent terminés, elle fut remise au type V 160 et rejoignit les 25201 à 25219 au dépôt de Montrouge.
Elle est conservée dans sa livrée verte d'origine en vue d'être présentée ultérieurement au musée français du chemin de fer à Mulhouse. C'est le seul exemplaire de la grande famille des BB Jacquemin ayant conservé son apparence "avant GRG" (grande révision générale)  moustaches et enjoliveurs en aluminium, jupes d'angles, carénage d'attelage. En mai 2008, c'est elle qui a été utilisée dans la pub pour Chanel avec Audrey Tautou. Pour l'occasion, des bandes blanches latérales avaient été ajoutées, et ont été retirées par la suite.
Elle est exploitée à partir de 2019 pour le compte de la Cellule des Matériels Radiés, organisme de la Direction du Matériel SNCF chargée de la fin de vie des matériels roulants.
Radiée en 2023, cette locomotive est remisée sur le site de l'association "L'Amicale des Anciens et Amis de la Traction à Vapeur" Centre-Val de Loire, aux Aubrais, dans le Loiret où elle est actuellement préservée, en attente d'une remise en état très prochaine.

## Cinéma
- En 1998, dans le film Ceux qui m'aiment prendront le train, le train passant à toute vitesse en gare de La Souterraine, à la 39e minute, est tracté par une BB 25100 ou une BB 25200.
- BB 25240 : elle fut utilisée au cinéma dans le film Le crime est notre affaire (2008).

## Modélisme
- Cette locomotive a été reproduite en HO par les firmes Lima et Roco et en N par la firme Arnold.